# Xiuhcoatl

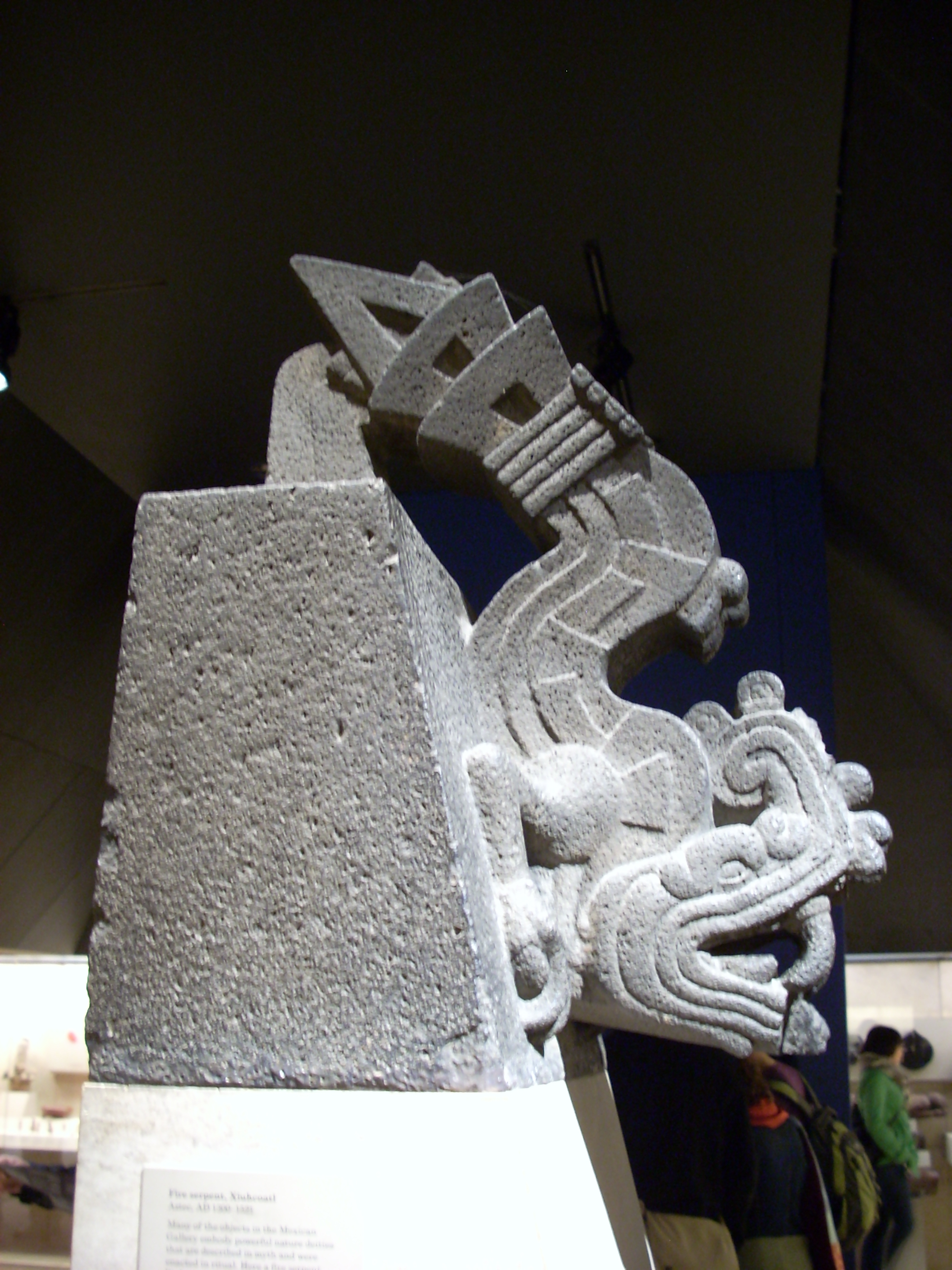
Statue im britischen Museum

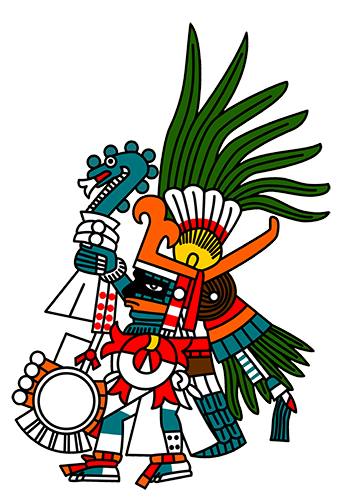
Die aztekische Gottheit Huitzilopochtli im Codex Borbonicus. In seiner rechten Hand trägt er Xiuhcoatl.

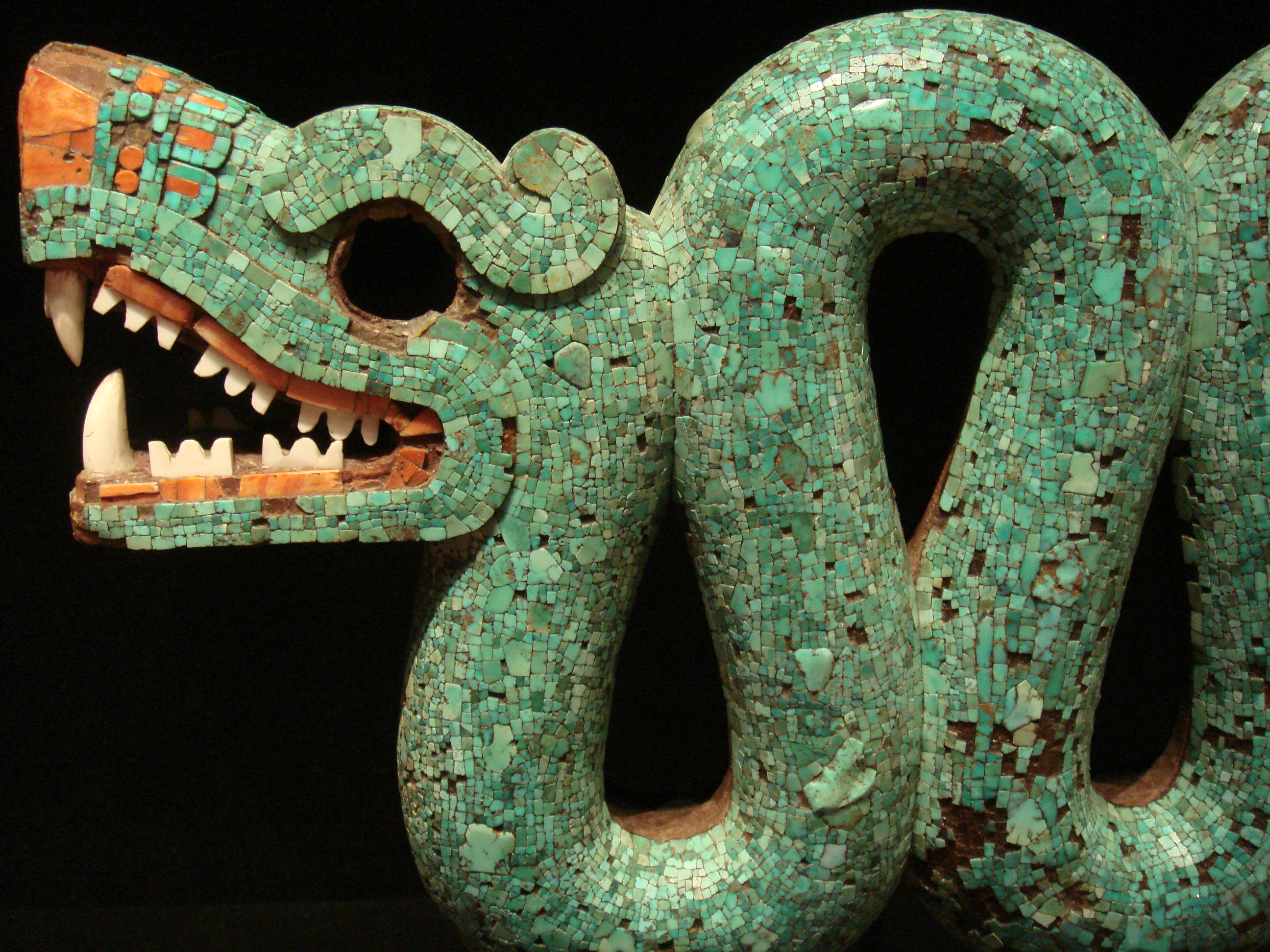
Türkisfarbenes Mosaik von Xiuhcoatl im britischen Museum

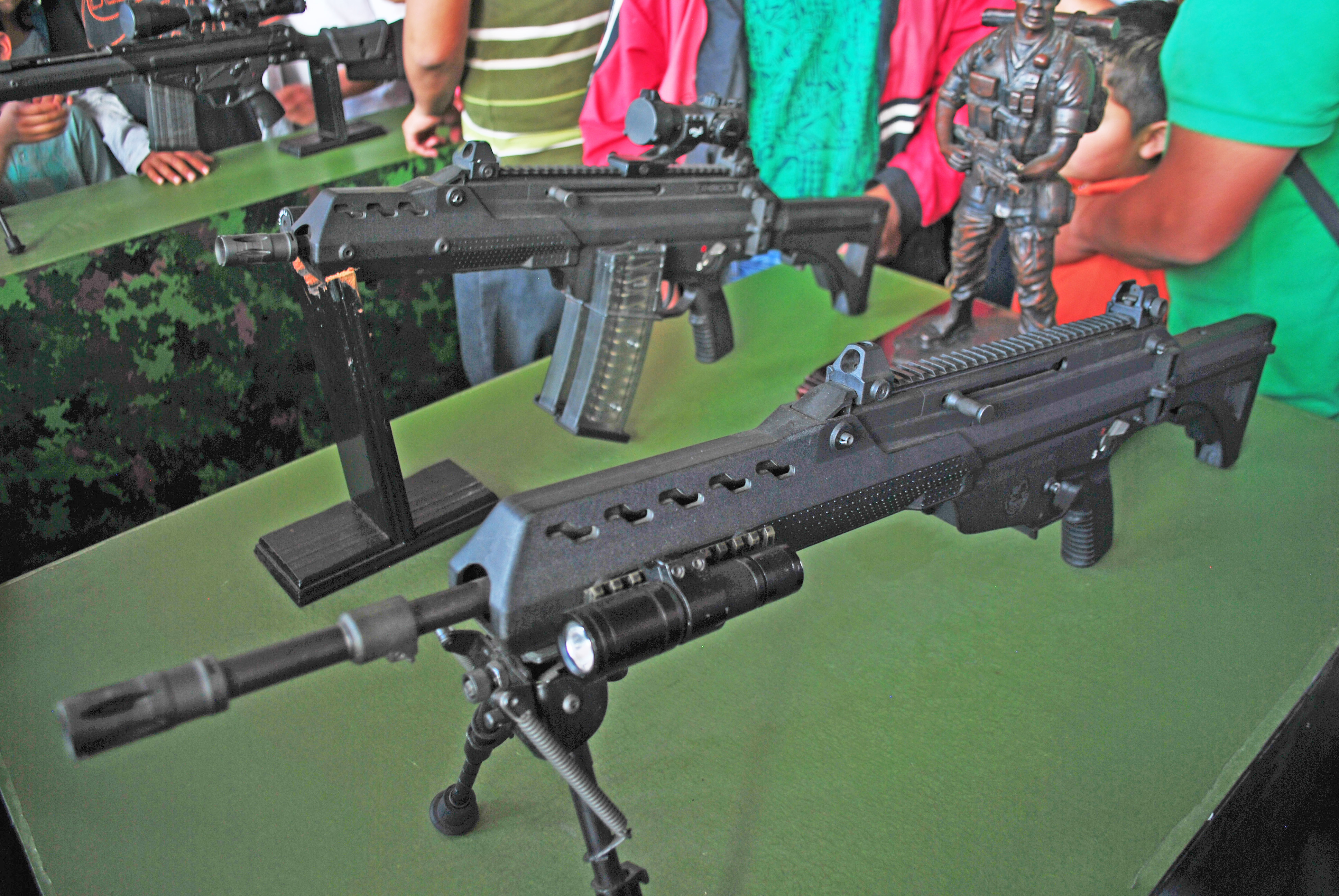
Das mexikanische Schnellfeuergewehr FX-05 „Xiuhcoatl“

Xiuhcoatl (Feuerschlange) ist eine Gestalt aus der Mythologie der Azteken. Sie wird als die Waffe des obersten Gottes Huitzilopochtli dargestellt. Xiuhcoatl ist ein Wort aus dem Nahuatl. Wörtlich übersetzt bedeutet es „Türkis-Schlange“, freier wird es als „Feuerschlange“ übersetzt. Xiuhcoatl galt als die blitzähnliche Waffe der Sonne und wurde als für Dürren und Missernten verantwortlich gesehen.

## Mythologie
Xiuhcoatl galt als Nagual oder Geistwesen des aztekischen Feuergottes Xiuhtecuhtli, der auch als Schutzpatron des Herrschertums gesehen wurde. Auch er und damit das Feuer wurde – wie Xiuhcoatl – mit der Farbe Türkis verbunden und ambivalent als zerstörerisch, aber auch wohltätig empfunden. Bernardino de Sahagún schildert diesen Zusammenhang:
Der Herr des Türkises … und die heilige Flamme, so nennt man das Feuer, oder den alten Gott und unseren Vater. Er wurde als Gott angesehen, weil er die Leute verbrennt … die Felder verbrennt und in vielerlei Art wohltätig ist: man wärmt sich an ihm, kocht mit ihm … brennt sich mit ihm etwas trocken, brennt mit ihm Kohlen.

## Exponate und Darstellungen

### Statue
Das Britische Museum verwahrt in seinem Bestand eine Steinfigur, die Xiuhcoatl darstellt. Sie weist den Kopf einer Schlange auf, die drohend ihren Mund geöffnet hat, und ist mit kurzen Beinen versehen, die gekrümmte Krallen tragen. Der Schwanz der Figur ist mit zwei trapezförmigen Strukturen und einem abschließenden Dreieck genauso wie das herkömmliche mexikanische Jahres-Symbol Xihuitl geformt. Die Statue ist im Original 77 cm hoch und 60 cm breit. Nach Guillermo Dupaix, einem Sammler aztekischer Antiquitäten, stammt die Figur aus Texcoco, einer Stadt am Ostufer des Sees, auf dem die vorkolumbianische Hauptstadt des Aztekenreiches, Tenochtitlan, errichtet worden war. Sie war offensichtlich eine schmückende Darstellung gewesen, die in ein Gebäude integriert war. Sie war von William Bullock im Jahre 1823 in Mexiko erworben worden.

### Abbildung
Im Codex Borbonicus ist Huitzilopochtli dargestellt, wie er in seiner rechten Hand erhoben Xiuhcoatl hält. Xiuhcoatl ist bezeichnenderweise in Türkis gehalten.

### Mosaik
Ebenfalls im Britischen Museum befindet sich ein Mosaik, das eine doppelköpfige, türkisfarbene Schlange darstellt. Auch sie wird als Darstellung von Xiuhcoatl interpretiert.

## Halbautomatisches Gewehr FX-05 „Xiuhcoatl“
Das mexikanische halbautomatische Gewehr FX-05 Xiuhcoatl hat seinen Namen von der mythologischen aztekischen Feuerschlange. Dies ist ein Rückgriff auf die aztekische göttliche Feuerwaffe der Zerstörung.